# Wettersteinský vápenec

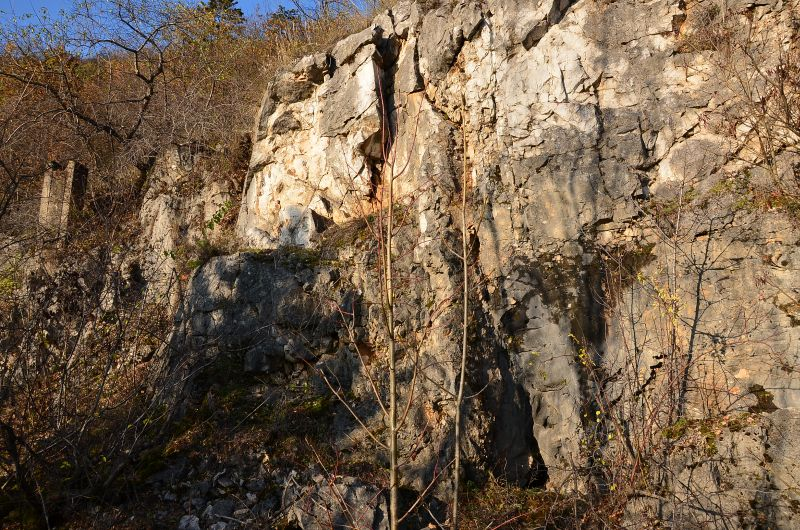
Umělý odkryv ve wettersteinském vápenci ve stráni planiny Horný vrch. Hornina je prostoupena puklinami, puklinovými systémy a krasovými kavernami. Svrchní horizont se rozpadá v důsledku biomechanického vlivu kořenových soustav dřevin

Wettersteinský vápenec (německy Wettersteinkalk, anglicky Wetterstein Limestone) je pevný, zpravidla (světle) šedý vápenec, středně až svrchnětriasového stáří (ladin-spodní karn). Představuje horninu typickou pro jižnější jednotky Alp, Karpat a Dinarid.

## Litologie
Obvykle představuje bílé až světle šedé (bílé až hnědošedé) masivní, vzácně hrubě lavicovité ogranodetritické vápence. Organický detrit je při pozornějším pohledu viditelný pouhým okem nebo standardní lupou. Pouhým okem i mikroskopicky je podobný steinalmskému vápenci, odlišuje se však stářím a přítomností rozsáhlých rifových těles. Wettersteinské vápence představují objemově i plošně nejvýznamnější část střednětriasových karbonátových platforem prostorů silicika i hronika.
V rámci sekvence wettersteinských vápenců se místy nacházejí i wettersteinské dolomity. V rámci sedimentárního sledu wettersteinské vápence zpravidla překrývají steinalmské vápence a samy jsou překryty lunzskými vrstvami nebo raminskými vápenci.

## Sedimentační prostředí
Vápenec tohoto typu představuje obvykle sedimenty mělkého moře hloubky do 50 metrů. Oblast sedimentace se nacházela v subtropickém až tropickém podnebném pásmu. Horniny vznikaly v rifové až predrifové zóně (laguně).

## Stáří
Wettersteinské vápence představují horniny středně až svrchnětriasového stáří, přesněji stupně ladin až spodní karn (kordevol)

## Historie pojmu
Název je odvozen od pohoří Wetterstein v Severních vápencových Alpách v Německu a Rakousku.

## Charakteristika souvrství ve slovenské literatuře
V rámci stratigrafie mezozoika Slovenského krasu podává obšírnou „charakteristiku, vymezení a zkameněliny“ wettersteinských vápenců (doslovně: světlé masivní vápence (wettersteinské)) Ján Bystrický. V souvrství ho popisuje spolu s jeho ekvivalentem – wettersteinským dolomitem – jeho charakteristiku podávají M. Mišík a D. Reháková (2007).
Charakteristiku wettersteinských vápenců vůči regionální geologii Západních Karpat lze nalézt také v monografii D. Andrusova (1959), resp. ve II. části Regionální geologie Československa (M . Mahel, T. Buday (eds.), 1968).

## Paleontologie, faciální typy, rozšíření v rámci Slovenska
Dominantní skupinou fosilií wettersteinských vápenců jsou rezidua řas z čeledi Dasycladaceae (především Diplopora annulata) a plžů (srovnej). Ján Bystrický uvádí, že „kromě vertikálního členění se ve wettersteinských vápencích v posledních letech uplatňuje i horizontální členění. Obvykle se odlišují dvě faciální oblasti: oblast rifů a lagunární. Lagunární fácie wettersteinských vápenců tvoří např. Planinu Dolný vrch ve Slovenském krasu, fácie rifů zase například Silickou planinu.

## Rozšíření

### Alpy
V severních a jižních vápencových Alpách tvoří vrcholové partie nebo podloží pohoří. Vrcholovými částmi jsou:
- pohoří Karwendel a Wetterstein (s horou Zugspitze), včetně pohoří Mieming
- dále na západ Heiterwand
- Wilder Kaiser a Zahmer Kaiser, stejně jako vrcholy na západě s horou Guffert
- na okraji Alp velké skalnaté vrcholy Tannheimer Berge a část Ammergauer Alpen (například hory Säuling, Hochplatte), pohoří Höllengebirge a hora Traunstein v Salzkammergutberge a Sengsengebirge.
- Rax a Schneeberg

V jižních Alpách především:
- nejvyšší hora Marmolada
- stejně jako vrchy na západním okraji Dolomit (kde je svrchní vrstva dolomitu už odstraněna): Geislerspitzen, Schlern a Langkofel, Rosengarten, Latemar
- na jihu Dolomit skupina Pale di San Martino

### Na Slovensku
Na Slovensku je Wettersteinský vápenec znám hlavně z mělkovodních vývojů v tektonických jednotkách silicika a hronika. Vytváří plošně i objemově rozsáhlé soubory.
V rámci silicika Slovenského krasu se značnou mocností 800-1200 m. Na Slovensku je rozšířen i v Slovenském ráji, na Muránské planině, v Košické kotlině (Medzevská pahorkatina) apod.
V rámci hronika tvoří součást např. nedzovského, strážovského a příkrovu Tlsté, tedy horninových komplexů sedimentujících v tzv. mojtínské-harmanecké karbonátové plošině a plošině Čierného Váhu.

## Krasovění, chemické a fyzikální vlastnosti

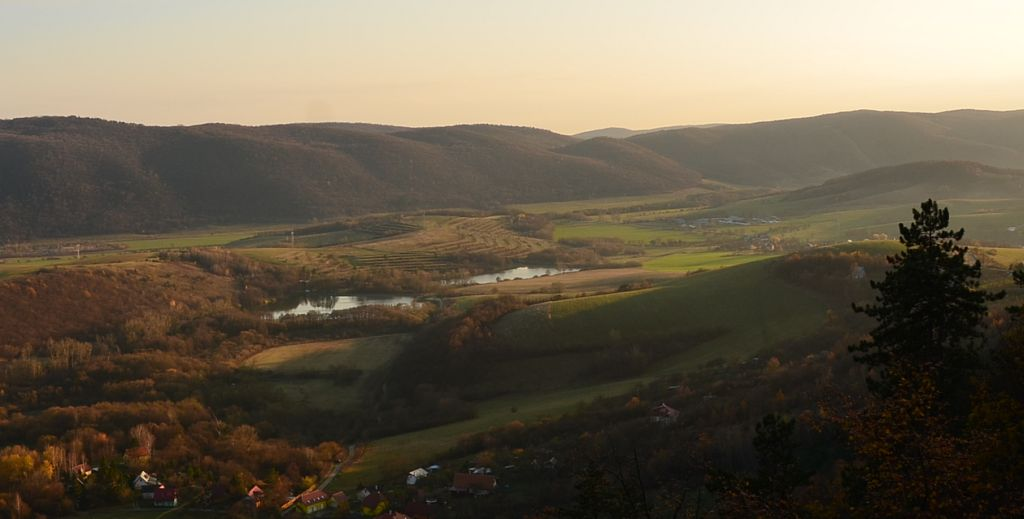
Planinový reliéf na wettersteinském vápenci v podmínkách Slovenského krasu. Vlevo v pozadí masiv západní části planiny Dolný vrch (lagunární facie wettersteinského vápence), vpravo jihovýchodní část masivu Silické planiny (rifová facie wettersteinského vápence). V popředí zvlněný reliéf na spodnětriasových souvrstvích (Turnianska kotlina a Silické úbočí)

Wettersteinský vápenec výborně podléhá krasovatění, protože až téměř z 98 % představuje čistý uhličitan vápenatý (CaCO3). Pokud je hornina prostoupena puklinami, resp. jinými diskontinuitami, mohou v ní vznikat podzemní krasové útvary a v nich specifická výplň (speleotémy). V největším krasovém území Slovenska – Slovenském krasu – se ve wettersteinských vápencích nachází odhadem až 90 % jeskyní z celkového počtu více než 1200. Ve vztahu k mechanickým vlastnostem při speleologické činnosti (prolongace) lze wettersteinské vápence subjektivně hodnotit jako méně rigidní než napr. gutensteinský vápenec nebo pseudoreiflinský vápenec; ty kladou při mechanickém rozvolňování mnohem větší odpor.

## Průmyslové využití
Wettersteinský vápenec se k průmyslovému využití těží ve velkolomu Včeláre na planině Dolní vrch (od roku 1964). Geologové J. Antaš a J. Bartalský (1995) uvádějí na ložisku ve vápencovém komplexu ladinu čtyři faciálně odlišné typy vápence. Surovina se podle uvedených autorů těží pro potřeby východoslovenských železáren (v současnosti U.S. Steel) a cementárna u Turni nad Bodvou (v současnosti Holcim). Těžba masivního wettersteinského vápence probíhá i v Gombaseckém lomu na Plešivecká planině (od roku 1906).